# Schöneberg, Brandenburg
Schöneberg är en Ortsteil i staden Schwedt i Landkreis Uckermark i förbundslandet Brandenburg i Tyskland. 
Kommunen bildades den 31 december 2001 genom en sammanslagning av de tidigare kommunerna Schöneberg, Felchow och Flemsdorf.
Kommunen ingick i kommunalförbundet Amt Oder-Welse tillsammans med kommunerna Berkholz-Meyenburg, Mark Landin, Passow och Pinnow (amtssäte). Schöneberg uppgick i 1 januari 2021 i staden Schwedt och kommunen hade 803 invånare 2020.